# Пелецано
Пелеца̀но (на италиански: Pellezzano; на неаполитански: Pellezzan', Пелецанъ) е град и община в Южна Италия, провинция Салерно, регион Кампания. Разположен е на 247 m надморска височина. Населението на общината е 10 714 души (към 2010 г.).